# Johann Strauss Wohnung
De Johann Strauss Wohnung is een museum in Wenen. Het is gewijd aan Johann Strauss jr. (1825-1899).
Johann Strauss en zijn vrouw Jetty woonden hier van 1863 tot 1870 en schreef hier zijn bekendste lied An der schönen blauen Donau. Aan de muur van het museum hangt een plaquette die hieraan herinnert. Dit lied kende zijn première ook in deze woning, namelijk op 15 februari 1867 in de Dianasaal die nu niet meer bestaat. De uitvoering was relatief ongewoon, omdat die werd gezongen door een mannenkoor.
Het museum toont een groot aantal stukken van en over zijn leven, waaronder een kostbare viool van Amati. Ook zijn hier verschillende originele meubelen te zien. Er staan verschillende muziekinstrumenten zoals een piano en een orgel en gebruiksvoorwerpen zoals een spiegel. In het museum zijn verder foto's, een schilderij, documenten en andere stukken te zien.

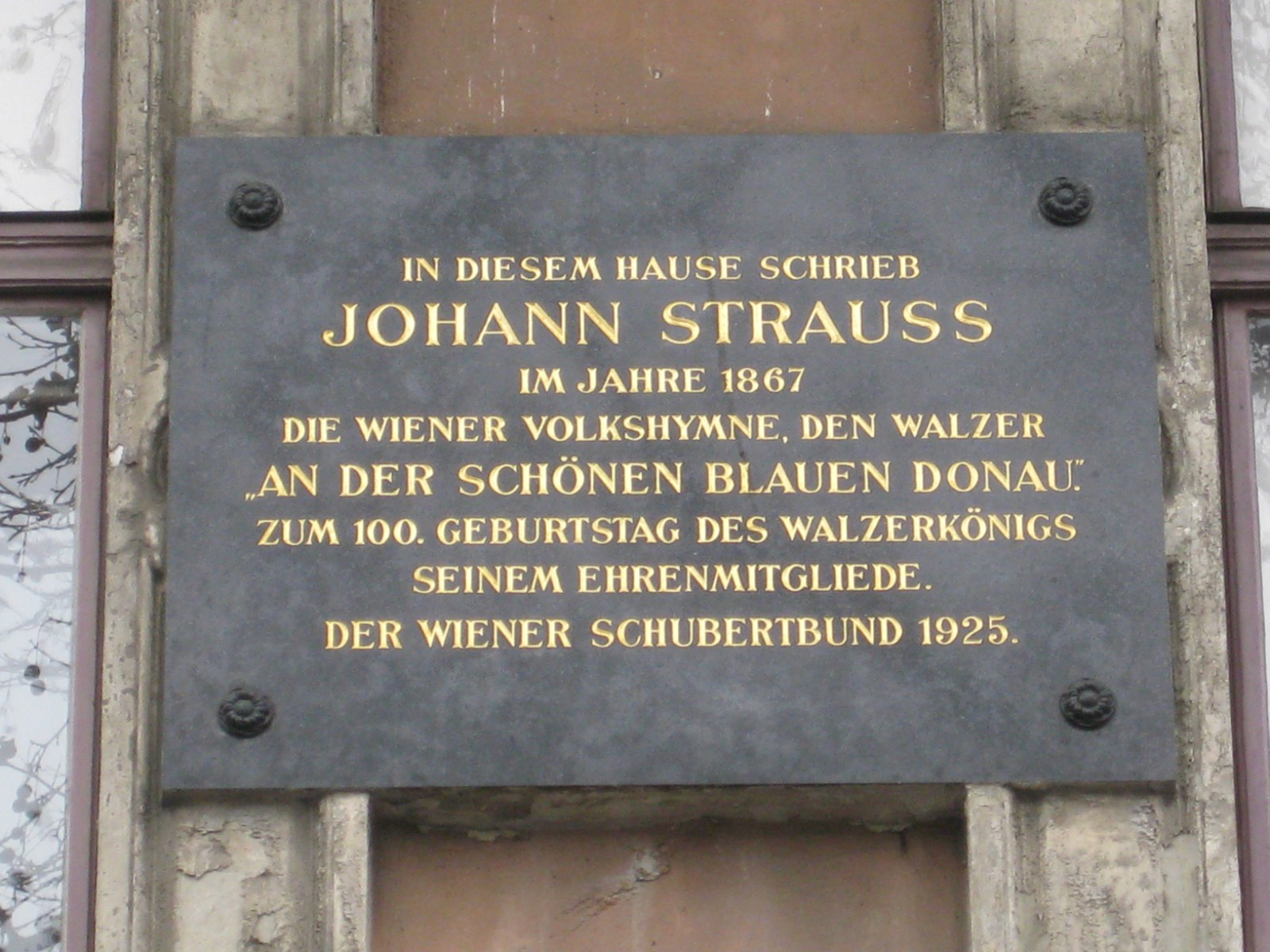
Gedenksteen